# GNOME Do
GNOME Do (normalmente llamado Do) es un popular lanzador de aplicaciones libre para Linux originalmente creado por David Siegel, actualmente mantenido por Alex Launi. De forma diferente a otros lanzadores de aplicaciones, no sólo permite lanzar aplicaciones o buscar ficheros, también permite especificar acciones sobre el resultado de una búsqueda, resultados orientados a acción que se adaptan a los hábitos del usuario.[cita requerida]
Aunque fue diseñado para el escritorio GNOME, funciona en otros escritorios, como KDE.
GNOME Do está inspirado en Quicksilver para Mac OS X, y GNOME Launch Box.

## Docky

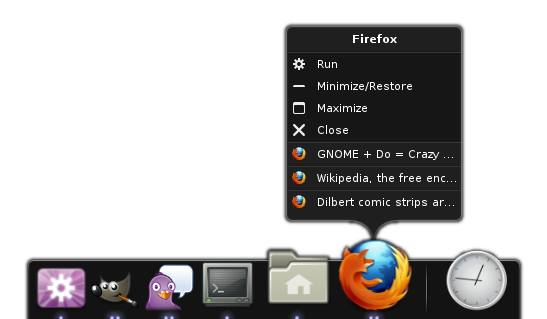
GNOME Do con la interface de docky

Docky es un tema para GNOME Do que se comporta como el dock de MAC OS X. Totalmente diferente a la interfaz por defecto de GNOME Do, Docky puede ser configurado en tres modos de ocultación:
- Nada: Docky es siempre visible.
- Autoescondido: Docky está normalmente escondido, y aparece cuando el puntero del ratón pasa en donde estaría el GNOME Do.
- Escondido inteligente: Docky se esconde cuando una ventana del grupo de ventanas activo está superpuesta sobre él, hasta que el puntero del ratón pase por encima de donde estaría.

La funcionalidad principal de GNOME Do está disponible de todas maneras, simplemente pulsando el atajo de teclado de GNOME Do.
Docky2 será una aplicación independiente de GNOME Do. La integración con GNOME Do seguirá estando disponible aun así.